# Arbre de Guernica

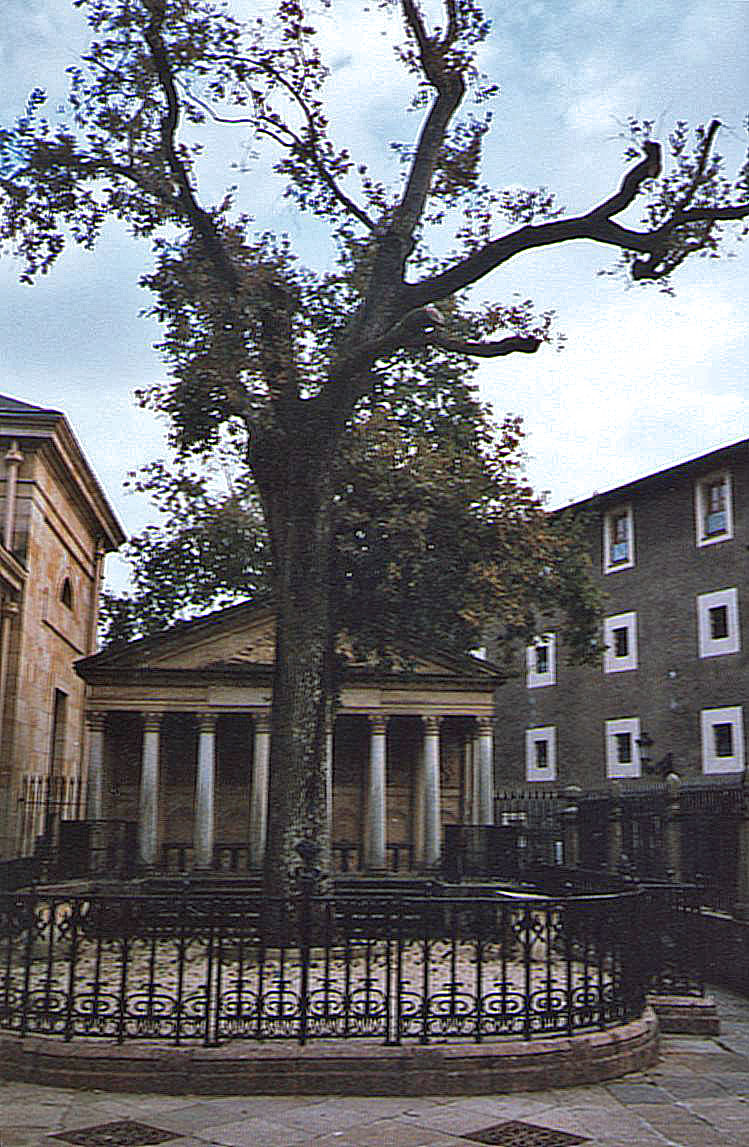
L'arbre de Guernica

L'Arbre de Guernica (en euskera, Gernikako Arbola o Gernikako Zuhaitza) és un roure situat davant de la Casa de Juntes a la localitat biscaïna de Gernika.
Aquest arbre simbolitza les llibertats tradicionals de Biscaia i dels biscaïns, i per extensió les dels bascs. El Senyor de Biscaia, i posteriorment els reis de Castella, juraven respectar les llibertats biscaïnes sota aquest roure i el lloc en el qual s'emplaça és el lloc on el Lehendakari del País Basc promet complir amb el seu càrrec.
El 3 de juliol de 1875 va jurar els furs sota l'arbre el pretendent carlí Carles VII.
L'arbre actual és descendent d'un anterior (l'«arbre vell») el tronc del qual es conserva en els jardins del voltant. El 2004 va ser declarat mort, i va ser substituït per un dels seus plançons en la primavera del 2005. Hi ha diversos arbres que descendeixen d'aquest roure, els quals són disseminats per tot el món.

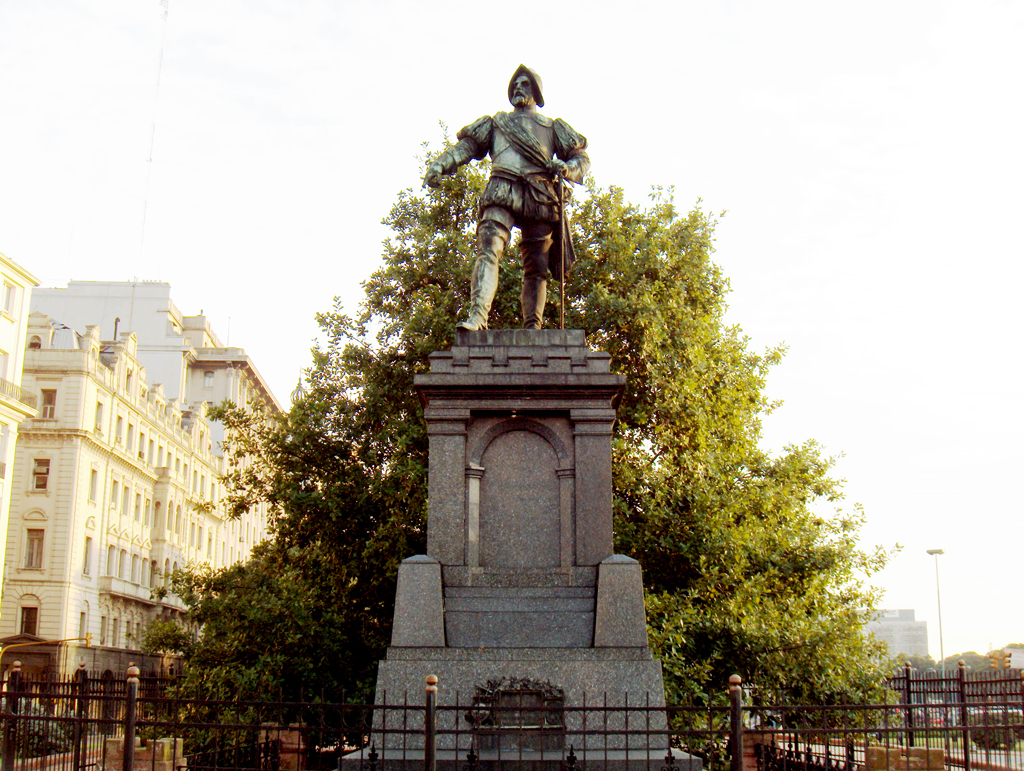
Plançó crescut de l'arbre de Guernica a Buenos Aires al costat de l'Estàtua de Juan de Garay, enfront de la casa de govern de l'Argentina.

## Gernikako Arbola
Gernikako Arbola (trad. «L'arbre de Guernica») és també el títol d'una cançó (en forma de zortziko) escrita a Madrid pel bard basc José María Iparraguirre, música de Juan María Blas de Altuna y Mascarua, concertista d'orgue i primer organista de l'orgue romàntic de la basílica de Lekeitio, en homenatge a l'arbre i als furs bascos. La cançó és un himne no oficial per als bascos.